# 圣伊尼德罗什
圣伊尼德罗什（法語：Saint-Igny-de-Roche，法語發音：[sɛ̃.t‿iɲi də ʁɔʃ]）是法国索恩-卢瓦尔省的一个市镇，属于沙罗勒区。

## 地理
圣伊尼德罗什（46°11'30"N, 4°17'45"E）面积7.94 平方千米，位于法国勃艮第-弗朗什-孔泰大區索恩-卢瓦尔省，该省份为法国中部省份，北起顺时针与科多尔省、汝拉省、安省、罗讷省、卢瓦尔省、阿列省和涅夫勒省接壤。
与圣伊尼德罗什接壤的市镇（或旧市镇、城区）包括：绍法耶、卢瓦尔省贝尔蒙、埃科什、库布朗、唐孔。

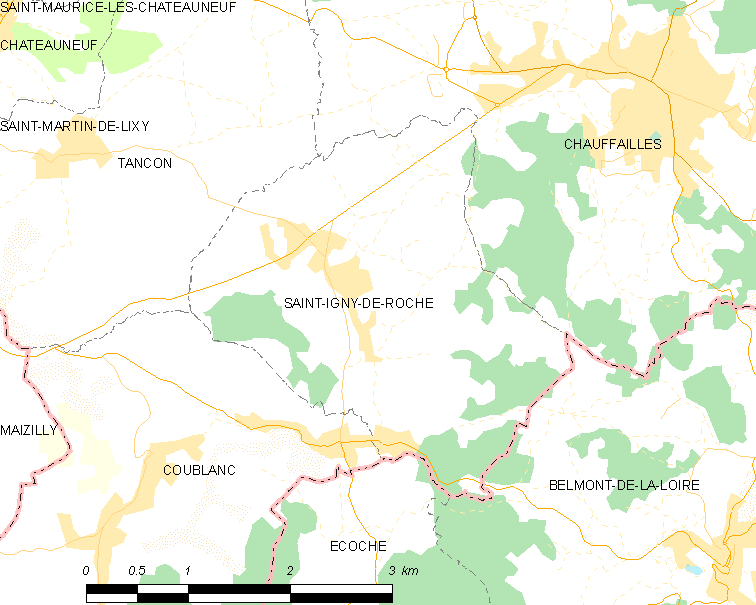
圣伊尼德罗什的OSM定位图

圣伊尼德罗什的时区为UTC+01:00、UTC+02:00（夏令时）。

## 行政
圣伊尼德罗什的邮政编码为71170，INSEE市镇编码为71428。

## 政治
圣伊尼德罗什所属的省级选区为绍法耶县。

## 人口

1962-2008年间圣伊尼德罗什人口变化图示

圣伊尼德罗什于2022年1月1日时的人口数量为776人。